# Transmutació nuclear
La transmutació nuclear és la conversió d'un element químic o d'un isòtop en un altre. En altres paraules, els àtoms d'un element es poden transformar en àtoms d'un altre element mitjançant la transmutació. Això pot tenir lloc mitjançant reaccions nuclears (en les quals una partícula externa reacciona amb un nucli) o bé mitjançant desintegració radioactiva (en la qual no fa falta cap partícula externa). La tecnologia de la transmutació té potencial per poder reduir de manera important els efectes a llarg termini dels residus nuclears sobre la població humana reduint-ne la seva semivida.
No tots els processos de desintegració ni reaccions nuclears causen una transmutació, però tota transmutació és causada per un d'aquests dos fenòmens. Els tipus de desintegració radioactiva que no causen transmutació són la desintegració gamma i el procés relacionat amb aquesta, la conversió interna. Tanmateix, la majoria de la resta de tipus de desintegració causen la transmutació del radioisòtop en qüestió. De manera similar, algunes reaccions nuclears no causen transmutació (per exemple, la pèrdua o guany d'un neutró pot no causar-ne), encara que, a la pràctica, la majoria de reaccions nuclears tenen com a resultat una transmutació.
La transmutació nuclear pot tenir lloc mitjançant diversos processos naturals o es pot induir de manera artificial per intervenció humana.